# 松浦久信
松浦久信（日语：／ Matsura Hisanobu，1571年—1602年10月14日），日本江戶時代初期大名，平戶藩第2代藩主、平戶松浦氏第27代當主。
松浦久信是松浦鎮信的長子。1586年（天正14年）左右，他迎娶大村純忠之女松東院。大村父女二人均是基督徒，後來久信的兒子隆信也接受久信的洗禮，成為基督徒。
1592年（文祿元年），松浦久信與父親鎮信一起參加侵略朝鮮的文祿慶長之役，他曾在平安道突破包圍圈救出父親。1600年（慶長5年）關原之戰爆發，久信在大坂加入了西軍，曾參與伏見城之戰和安濃津城之戰。其父鎮信則在平戶宣佈參加東軍，因此戰後久信得到德川家康的赦免。
1602年（慶長7年），他前往江戶，中途在伏見病倒。得知此事後，其父鎮信在平戶的印山寺組織僧侶為他祈禱，希望能夠治癒。然而久信卻突然去世了。暴怒的鎮信準備殺死印山寺的僧人，僧人皆逃，無法舉行葬禮。最後，鎮信請來壹岐國安國寺的僧人為他舉行葬禮。